# Stenogrammitis delitescens
Stenogrammitis delitescens är en stensöteväxtart som först beskrevs av William Ralph Maxon, och fick sitt nu gällande namn av Paulo Henrique Labiak. Stenogrammitis delitescens ingår i släktet Stenogrammitis och familjen Polypodiaceae. Inga underarter finns listade.